# Une femme sur les bras
Pour plus de détails, voir Fiche technique et Distribution.
Une femme sur les bras (Practically Yours) est un film américain en noir et blanc réalisé par Mitchell Leisen, sorti en 1944.
C'est le cinquième des sept films que tourneront ensemble Claudette Colbert et Fred MacMurray.

## Synopsis
Pendant la guerre, l'avion du pilote Daniel Bellamy, touché par des rafales, est sur le point de s'abîmer dans la mer. Perdu pour perdu, il décide de jeter son avion sur un cuirassé ennemi. Avant de mourir, il adresse par radio quelques mots tendres à une certaine Peggy et mentionne le nom de la société où il travaille. L'avion atteint sa cible et explose. Devenu héros national, les médias diffusent son message radio dans toute l'Amérique. Or, dans la compagnie où travaillait Daniel, se trouve une jeune femme du nom de Peggy. Tous pensent qu'elle est la fiancée du héros tombé au champ d'honneur. Les médias l’apprennent et lui demandent de lire à la radio un message de soutien à la population ; elle tourne également un petit film de propagande. Peggy est plus que surprise par ce qui lui arrive car, bien que très attirée par Daniel de son vivant, elle ignorait qu'il avait des sentiments à son égard car il ne s'en était jamais ouvert à elle. 
Mais voici qu'on apprend que Daniel a survécu. Il est partout accueilli en héros national. À son père qui lui demande qui est sa fiancée, il répond qu'il n'en a pas et que Peggy est le nom de sa chienne : ses « derniers » mots tendres avaient été pour elle ! Aussi, quand Daniel rencontre sa supposée fiancée, il est fort mal à l'aise car Peggy ne lui a jamais plu. Or, toute l'Amérique est dans l'attente de leur mariage. Comment Daniel va-t-il se sortir de cette situation ?

## Fiche technique
- Titre français : Une femme sur les bras
- Titre original : Practically Yours
- Réalisation : Mitchell Leisen
- Scénario : Norman Krasna
- Musique : Sam Coslow et Victor Young
- Effets visuels : Collaborateurs divers, dont Loyal Griggs (non crédité) et Devereaux Jennings (crédité J. Devereaux Jennings)
- Direction artistique : Hans Dreier et Robert Usher
- Décorateur de plateau : Stephen Seymour
- Costumes : Howard Greer (robes de Claudette Colbert)
- Photographie : Charles Lang
- Montage : Doane Harrison
- Production : Mitchell Leisen et Harry Tugend producteur associé
- Société de production et de distribution : Paramount Pictures
- Pays de production :  États-Unis
- Langue originale : anglais américain
- Format : noir et blanc — 35 mm — 1,37:1 — son : mono (Western Electric Mirrophonic Recording)
- Genre : Comédie romantique, guerre
- Durée : 90 minutes
- Dates de sortie :
  - États-Unis : 20 décembre 1944
  - France : 5 septembre 1947

## Distribution
- Fred MacMurray : Daniel Bellamy
- Claudette Colbert : Peggy Martin
- Gil Lamb : Albert W. Beagell
- Cecil Kellaway : Marvin P. Meglin
- Robert Benchley : le juge Robert Simpson
- Tom Powers : le commandant Harry Harpe
- Jane Frazee : l'actrice de comédie musicale
- Rosemary DeCamp : Ellen Macy
- Isabel Randolph : Mme Meglin
- Mikhail Rasumny : LaCrosse

Acteurs non crédités
- Yvonne De Carlo : la réceptionniste
- Edward Earle : le directeur adjoint d'Hadley
- Arthur Loft : l'oncle Ben Bellamy
- Grandon Rhodes : Mac
- Will Wright : le sénateur Cowling